# Абу Ташуфин II
Абу Ташуфин ибн Абу Хамму, или Абу Ташуфин II (1351—1393) ― девятый правитель Тлемсена из династии Абдальвадидов (1389―1393).

## Биография
Абу Ташуфин в детстве жил в Недроме (Марокко), а после бегства своего отца Абу Хамму II в Тунис в 1352 году маринидский султан взял его на воспитание в Фес. Ташуфин вернулся в Тлемсен в 1359 году, когда его отец взошёл на трон, и здесь он получил всё внимание от отца и семьи, став наследником престола. Однако Ташуфин был нетерпелив и попытался избавиться от своего отца, чтобы скорее занять трон. Он организовал заговор, в ходе которого Абу Хамму II был заключён в тюрьму в Оране, но вскоре бежал. Тогда он убедил отца отправиться в паломничество и поселиться в Мекке, но Абу Хамму избавился от охраны и вернулся в Тлемсен с триумфом. Наконец, с помощью войск, предоставленных ему Маринидами, Абу Ташучин напал на Тлемсен в 1389 году. Абу Хамму был убит в битве 21 ноября 1389 года, а Абу Ташуфин II был провозглашён эмиром.
Своё недолгое правление Абу Ташуфин действовал как вассал Маринидов, которым он оставался верен до своей смерти 29 мая 1393 года. Его преемником стал старший сын Абу Табид II, через некоторое время свергнутый своим дядей Абуль-Хаджаджем I.